# Апостолическа администратура
Апостолическата администратура в Католическата Църква е постоянна част от Божия народ, която заради специални и особено важни причини, не е основана от папата като епархия, а пастирската грижа за нея е дадена на апстолически администратор, който да я ръководи в името на папата.

## Настояща ситуация
Към 2008 г. в Католическата Църква съществуват 9 постоянни апостолически администратури. Повечето от тях са от римски обред и се намират в бивши комунистически страни:
| Знаме      | Държава                  | Име                                                       | Обред               | Юрисдикция                                                             | Основаване | Брой верни | Епископски център | Забележка |
| ---------- | ------------------------ | --------------------------------------------------------- | ------------------- | ---------------------------------------------------------------------- | ---------- | ---------- | ----------------- | --- |
|            | Албания                  | Апостолическа администратура на Южна Албания              | албански византийки | част от митрополията на Римокатолическата архиепархия на Тирана - Драч | 1939       | 3200       | Фиер              | единствена административна единица на Албанската Католическа Църква от византийки обред                             |
| borderleft | Казахстан                | Апостолическа администратура на Атърау                    | римски              | част от митрополията на Римокатолическата архиепархия на Астана        | 1999       | 2600       | Атърау            | |
|            | Армения и Грузия         | Апостолическа администратура на Кавказ                    | римски              | пряко подчинена на Светия престол                                      | 1993       | 50 050     | Тбилиси           | |
|            | Естония                  | Апостолическа администратура на Естония                   | римски              | пряко подчинена на Светия престол                                      | 1924       | 5745       | Талин             | |
|            | Киргистан                | Апостолическа администратура на Киргистан                 | римски              | пряко подчинена на Светия престол                                      | 2006       | 500        | Бишкек            | |
|            | Косово                   | Апостолическа администратура на Призрен                   | римски              | пряко подчинена на Светия престол                                      | 2000       | 65 000     | Призрен           | в бъдеще епископският център ще се премести в Прищина, при новостроящата се катедрала "Бл. Майка Тереза от Калкута" |
|            | Узбекистан               | Апостолическа администратура на Узбекистан                | римски              | пряко подчинена на Светия престол                                      | 2005       | 4000       | Ташкент           | |
|            | Китай                    | Апостолическа администратура на Харбин                    | римски              | пряко подчинена на Светия престол                                      | 1931       | ?          | Харбин            | sede vacante от 1946 г.                                                                                             |
|            | Коморски острови и Майот | Апостоличска администратура на Коморските острови и Майот | римски              | пряко подчинена на Светия престол                                      | 1975       | 4300       | Мамудзу           | апостолическият администратор не е епископ                                                                          |

Съществува също персонална апостолическа администратура, която за разлика от другите апостолически администратури няма териториален характер, а обхваща определена категория верни.
| Знаме | Държава  | Име                                                            | Обред  | Юрисдикция                        | Основаване | Брой верни | Епископски център | Забележка                                            |
| ----- | -------- | -------------------------------------------------------------- | ------ | --------------------------------- | ---------- | ---------- | ----------------- | ---------------------------------------------------- |
|       | Бразилия | Персонална апостолическа администраура „Св. Йоан Мария Вианей“ | римски | пряко подчинена на Светия престол | 2002       | 28 325     | Кампос            | използват литургийника на папа Йоан XXIII от 1962 г. |